# ヤクブ・フルシャ
ヤクブ・フルシャ（Jakub Hrůša、1981年7月23日 - ）は、チェコのブルノ出身の指揮者。
建築家のペトル・フルシャ（Petr Hrůša）を父親に持つ。
バンベルク交響楽団首席指揮者、フィルハーモニア管弦楽団およびチェコ・フィルハーモニー管弦楽団の首席客演指揮者を務める。2025/26シーズンから英国ロイヤル・オペラ・ハウスの音楽監督に就任予定。
チェコ語の発音に沿ったカナ書きは「ヤクプ・フルーシャ」となる。

## 人物とその活動
2011年に『グラモフォン』誌で、「大指揮者になりそうな10人の若手指揮者」のうちの1人に選ばれた。
ブルノのギムナジウムに通っていたころはピアノとトロンボーンを習っていたが、次第に指揮に興味を持つようになった。その後プラハ芸術アカデミーに進学し、イルジー・ビエロフラーヴェク、ラドミル・エリシュカらに指揮を学んだ。
2000年にプラハの春国際音楽コンクール指揮者部門に出場、このときは予選落ちした。フルシャはこのことについて、
と語っている。
2004年にアカデミーを卒業した。ルドルフィヌムでの卒業コンサートでは、プラハ放送交響楽団を指揮してヨゼフ・スークの『アスラエル交響曲』を演奏した。
卒業後はチェコ・フィルハーモニー管弦楽団などのチェコ内のオーケストラや、フィルハーモニア管弦楽団、ライプツィヒ・ゲヴァントハウス管弦楽団、シュトゥットガルト放送交響楽団、ベルリン・ドイツ交響楽団、BBC交響楽団などの世界各地のオーケストラに客演を行いつつ、ヨーロッパのオケでポストを得て経験を積む。
2010年にはプラハの春国際音楽祭オープニング・コンサートの指揮者を最年少で務めた。また、同年より東京都交響楽団首席客演指揮者に就任した。就任会見では都響について、
と語った。
東日本大震災よりちょうど1年後の2012年3月11日には、本人の希望で、ともに来日していたプラハ・フィルハーモニアのメンバーと、東京都交響楽団のメンバー5人が加わって、ドヴォルザークの交響曲第9番より第2楽章ラルゴを演奏し、追悼演奏を行った。

## デンマーク王立歌劇場の音楽監督就任とトラブル

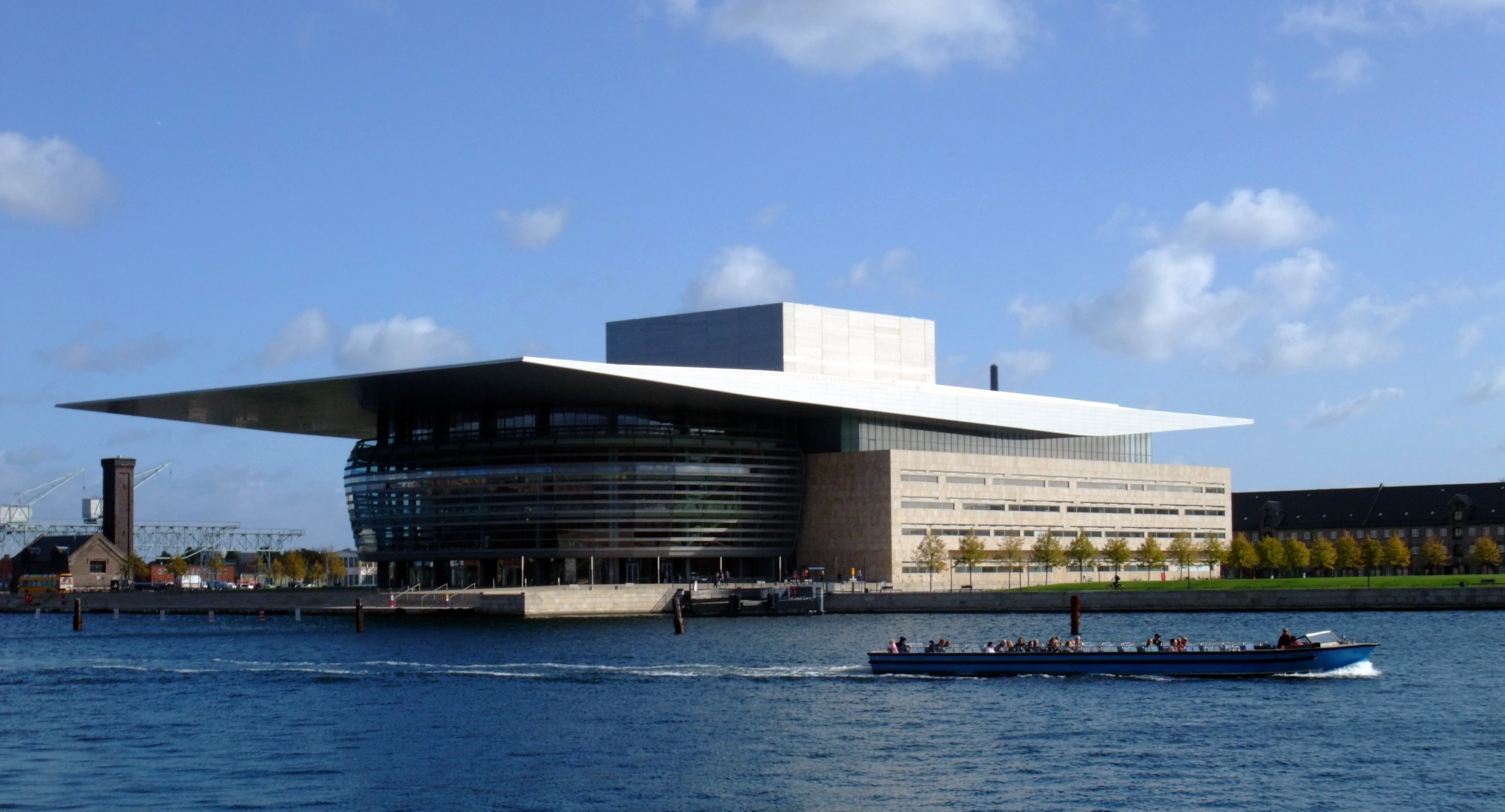
寄付を受けたOperaen

2011年1月にムソルグスキーのオペラ『ボリス・ゴドゥノフ』でのデンマーク王立歌劇場でのデビューをきっかけとして、同10月に、2013年8月より同劇場の音楽監督にも就任することが発表された。フルシャは2011年10月より同劇場の「音楽コンサルタント」というポストにいたが、年が明けた2012年1月に、当時王立歌劇場の芸術監督であったキース・ウォーナーと共に、音楽監督就任を辞退する旨を表明した。現地新聞では両者の軋轢が報じられたが、デンマーク国内の景気が悪化した上、オペラハウスの維持費がかさんでいたところに、欧州経済危機が相俟って、100人規模のリストラ、公演数・プロダクション数の削減をしなければならなくなったことから、両者は「（人員削減によって演目のクオリティが保てず）芸術的な責任が取れない」と判断した。芸術監督であったキース・ウォーナーはこの時点でまだ一度も仕事をしていなかったが、すでに来シーズンのプログラムが組んであったため、結局2012年の夏まではポストにとどまることとなった。

### 経緯
元々王立歌劇場は、デンマークの劇場に対して配分される文化予算の40％の費用を占める組織であったが、フルシャの就任発表のあった時期は、新オペラハウスの寄贈による予算増額のために、さらなる配分を受けていた。ここに至る経緯としては、デンマークの企業で、世界一の海運会社であるA.P. モラー・マースクから新オペラハウス「Operaen」の寄付の申し出がなされ、受け取るとかかってしまう維持費と税金が劇場の年間予算に匹敵する額であったので、そんな費用は捻出する余裕がないため、一度劇場は断っていた。しかし、時の首相や文化大臣の意思もあり、受け取る代わりに予算を大幅増額することで一応の決着をつけていた。劇場の建設は2000年に発表され、2005年に開幕公演が行われた。

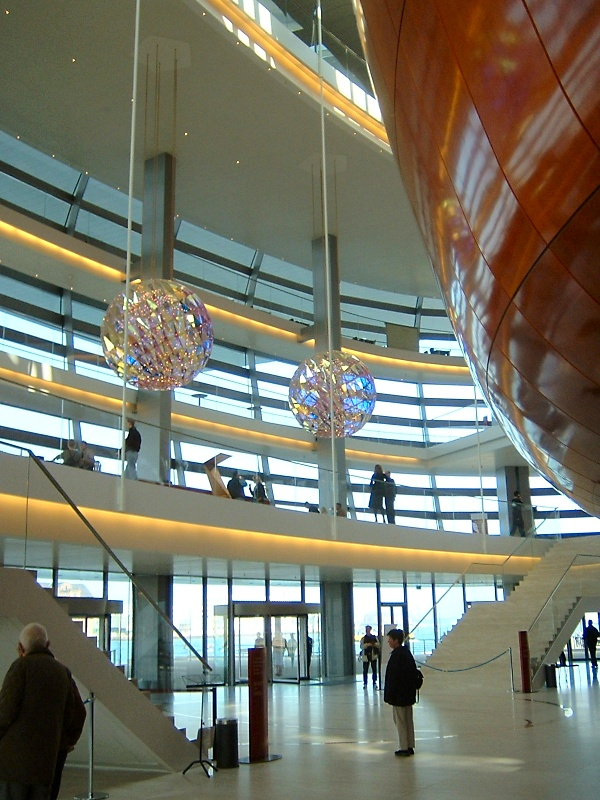
Operaenの内部

そのため新たな劇場を所有する記念として、劇場は“コペンハーゲン・リング”（王立歌劇場による『ニーベルングの指環』）を製作し、国際的にも名が売れ、コンテンツとして素晴らしい成果を残したが、そんな折に欧州経済危機が起こり、デンマーク経済もその煽りをもろに受け、真っ先に劇場の予算は削減の対象へとなってしまった。なお、デンマークの文化政策はコペンハーゲン偏重だとの批判があり、中央の文化予算を減額して地方に配分する流れがあり、このことも関係したと考えられる。
予算を減らされて一番困ったのは、もちろん芝居用劇場と、旧・新オペラハウスの合わせて3つを所有していた王立歌劇場であった。寄付を受けた新オペラハウスをどうするかという騒動が収まらないまま、シーズンをそのままスタートさせたものの、元々所有していた3つの劇場で合わせて年間600回行っていた予定の公演を100回も減らさざるを得なくなり、かなりのダメージを受けることとなってしまった。その影響をもろに受け、こんな予算ではやっていけないということになり、それが辞任につながった。
結局、劇場は「Operaen」を所有することによって、所有する前より公演製作費を減らしてしまう皮肉な状況に陥った。そこで、寄付を受けた新オペラハウスを返還しようとしてみたものの「省内に特設ワーキングチームを作って目下の策を検討する」とのことで、文化大臣に返還を断られた。劇場は新オペラハウスさえ何とかなればうまくいくというわけでもなく、元々持っていた18世紀に建設された旧オペラハウスも、改修費用などの維持管理費でかなりの予算を費やしており、「新オペラハウスを返すくらいなら旧オペラハウスを潰してしまえ」という意見が公然と出るほどであった。劇場は慢性的な赤字体質に陥っており、抜本的な改革を必要としている。

## 2010年代からの展望
元ベルリン・フィルハーモニー管弦楽団首席ホルン奏者のラデク・バボラークは、プラハ・フィルハーモニアが初めて入団した楽団で、ベルリン・フィル退団後にソリストとして活躍する傍ら、「レジデント・アーティスト」として舞い戻った。フルシャとは、同じチェコ人ということや、プラハ・フィルハーモニア繋がりで関係が深く、
と語っている。
今後はオーケストラ作品を中心に演奏していきたいと考えているという。いくつかオペラの客演の仕事もこなすが、だんだん少なくして行く予定で、今はオーケストラ曲に集中しながら自分の世界を広げて生きたいと語る。
マルティヌーの音楽は自分にとってとても重要で、その作品を演奏することは20世紀音楽の知る上でとても重要だという。国際マルティヌー協会会長を務めている。

## 受賞歴
- 2003年 ロヴロ・フォン・マタチッチ国際指揮者コンクール 優勝

## 楽団
- 過去
  - 2002年 - 2003年 チェコ・フィルハーモニー管弦楽団 アソシエート・コンダクター
  - 2005年 - 2006年 フランス放送フィルハーモニー管弦楽団 ヤング・アソシエート・コンダクター
  - 2005年 - 2008年 ボフスラフ・マルティヌー・フィルハーモニック 音楽監督
  - 2005年 - 2008年 プラハ・フィルハーモニア 客演指揮者
  - 2008年 - 2015年 プラハ・フィルハーモニア 首席指揮者兼音楽監督
  - 2010年 - 2012年 グラインドボーン・オン・ツアー音楽監督
  - 2010年 - 2017年 東京都交響楽団 首席客演指揮者（年1回の公演）
    - 2008年に初めて客演した際に、楽団員から事務局に早く何かのポストを提供するよう強く要望があったという[21]

  - 2011年 - デンマーク王立歌劇場 音楽コンサルタント
  - 2013年 - デンマーク王立歌劇場 音楽監督(上述したような事情で、辞退表明)
- 現在
  - 2016年 - バンベルク交響楽団 首席指揮者
  - 2017年 - フィルハーモニア管弦楽団 首席客演指揮者
  - 2018年 - チェコ・フィルハーモニー管弦楽団 首席客演指揮者

## ディスコグラフィー
- 2006年 Czech Suite, Waltzes, Polonaise
- 2006年 2 Clarinets Concerto, Sinfoniaconcertante: Petraglio
- 2006年 スーク：弦楽セレナード、幻想的スケルツォ、他
- 2008年  ドヴォルザーク：弦楽セレナード、管楽セレナード、他
- 2008年 アリア集 幸田浩子 フルーシャ&プラハ・フィルハーモニア
- 2008年 Taras Bulba, Lachian Dances, The Cunning Little Vixen Suite
- 2009年 カリヨン〜幸田浩子 愛と祈りを歌う ［CD+DVD］
- 2009年 マルティヌー：チェロ協奏曲第1番、フェルステル：チェロ協奏曲、他
- 2010年 チャイコフスキー：ヴァイオリン協奏曲、ブルッフ：ヴァイオリン協奏曲第1番　（Vn:ニコラ・ベネデッティ）
- 2010年 スメタナ：交響詩「わが祖国」（全曲）（第65回プラハの春国際音楽祭オープニングコンサート ライヴ録音）
- 2010年 アメリカ時代のドヴォルザーク
- 2011年 クビーク（英語版）：シンフォニエッタ第1番、第3番、ピアノ協奏曲第3番
- 2017年 ドヴォルザーク：レクイエム 作品89
- 2018年 ドヴォルザーク：テ・デウム ト長調 作品103